# João Cláudio Moreno
João Cláudio Moreno (Piripiri, 6 de maio de 1967), é um humorista, apresentador, ator e compositor brasileiro, famoso pela sua participação em quadros e programas humorísticos na Rede Globo, o mais notório sendo Chico Total, estrelado por Chico Anysio.
É filho de João Moreno da Silva e Raimunda Maria do Rêgo.
Em 2020, João Cláudio completou 30 anos de carreira.

## Filmografia
- Onde Está a Felicidade? (2011)